# Tyrone Power Jr.
Tyrone Power Jr. est un acteur américain né le 22 janvier 1959 à Los Angeles.

## Biographie
Il est l'unique fils, né posthume, de l'acteur Tyrone Power (avec pour demi-sœurs Romina Power et Taryn Power) et le petit-fils de Tyrone Power Sr..

## Filmographie

### Acteur

#### Cinéma
- 1985 : Cocoon de Ron Howard : Pillsbury
- 1988 : Cocoon, le retour de Daniel Petrie : Pillsbury - Antarean
- 1989 : Shag de Zelda Barron : Harley
- 1991 : California Casanova : Peter
- 1992 : L'élixir du mal (Soulmates) : Scott
- 1994 : Healer (en) de John G. Thomas : Nickel (en tant que Tyrone Power)
- 1997 : Last Chance Love : Michael (en tant que Tyrone Power)
- 1999 : California Myth : Roberto Klein
- 2001 : The Beautiful Illusion
- 2002 : Leaving the Land : Ezra
- 2005 : Lorelei, la sorcière du Pacifique : US Battleship Capitaine
- 2006 : Downside : Kevin
- 2007 : Love and Honor : Brad
- 2009 : Bitch Slap : There Goes The Groom
- 2010 : Dreamkiller : Agent Benett
- 2013 : The Christmas Colt : Matt
- 2014 : High Risk : Bradley
- 2015 : Mansion of Blood : Crime Scene Investigator / Detective
- 2015 : My Friend Violet
- 2016 : 2 Lava 2 Lantula ! : lui-même
- 2017 : The Extra : Derrick Stone / Joe Fierrereaux

#### Courts-métrages
- 2016 : The Last Chapter

#### Télévision

##### Séries télévisées
- 1989 : Cheers : Nash
- 2009 : Amour, gloire et beauté : Penhollow

### Producteur

#### Courts-métrages
- 2012 : Pizza Bagel